# ヨルトカゲ科
ヨルトカゲ科（Xantusiidae）はスキンク下目に属す科。平均全長は4cm以下～12cm以上。Cricosaura属を除き、ほとんどの種が胎生。現生は3属38種。属によって分布が分かれており、Xantusia属は北アメリカとバハカリフォルニア、Cricosaura属はキューバ、Lepidophyma属（種数最大）は中央アメリカに分布する。化石属はCatactegenys, Palepidophyma, Palaeoxantusiaが知られる。